# Joseph Tous y Soler

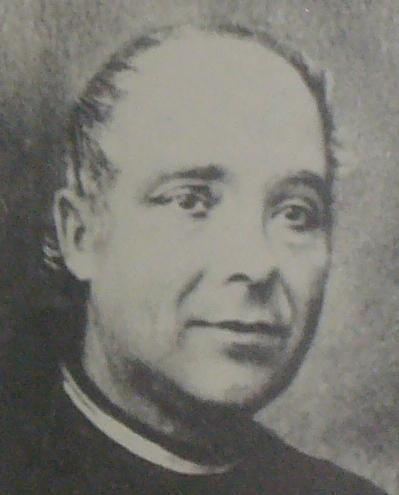
Joseph Tous y Soler (1811 – 1871)

Joseph Tous y Soler (* 31. März 1811 in Igualada, Barcelona, Königreich Spanien; † 27. Februar 1871 in Barcelona, Königreich Spanien) war ein spanischer römisch-katholischer Ordenspriester im Orden der Minderen Brüder Kapuziner. Er gründete die Schwesternkongregation der Kapuzinerinnen der Mutter des Göttlichen Hirten. In der katholischen Kirche wird er seit dem 25. April 2010 als Seliger verehrt.

## Leben
Joseph Tous y Soler wurde am 31. März 1811 als neuntes von zwölf Kindern von Nicolau Tous Cerreras und Francesca Soler Ferrer geboren. Er wurde am 1. April getauft, sein Taufpate war sein 16-jähriger Bruder Nicholas Tous Soler.
Im Jahr 1824 trat er in seiner Heimatstadt in den Orden der Kapuziner ein und wurde im Alter von fünfzehn Jahren zum Postulat zugelassen. Während des Noviziats legte er am 18. Februar 1827 die zeitlichen Gelübde und am 19. Februar 1828 die feierlichen Gelübde und die Ordensprofess ab. Bei der Profess nahm er den Ordensnamen „Joseph de Igualada“ an. Seine philosophischen und theologischen Studien absolvierte er in den Franziskanerklöstern von Girona und Calella. Am 24. Mai 1834 wurde er zum Priester geweiht.
Tous y Soler lebte im Kloster Santa Madrona in Barcelona, musste es aber im Juli 1835 wegen der Säkularisierung der Region und der antiklerikalen Stimmung verlassen. Er verbrachte sein Exil in Frankreich und in Italien. Zusammen mit seinem Bruder, der ebenfalls Kapuziner war, ließ er sich in Toulouse nieder, wo Tous y Soler bis 1842 als Priester bei den Benediktinerinnen vom Heiligen Sakrament tätig war. Dort konnte er sich der Kontemplation und der Anbetung der Eucharistie sowie der geistlichen Unterstützung der Jugendlichen im Internat widmen.
1843 erlaubte ihm die politische Situation in Spanien die Rückkehr nach Katalonien unter der Bedingung, dass er keine religiöse Kleidung trug und nicht in einer klösterlichen Gemeinschaft lebte. So lebte er bei seinen Eltern, während er sich in verschiedenen Gemeinden und als geistlicher Leiter betätigte. Bis 1847 wirkte er als Priester in der Pfarrei von Esparreguera, bis er aus gesundheitlichen Gründen in die Pfarrei San Francisco de Paula versetzt wurde.
In dieser Zeit wollte er sich auf die Erziehung der Menschen konzentrieren und suchte den Rat von Antonio Maria Claret, der ihn in seiner Arbeit unterstützte. Mit 3 jungen Frauen, die ihrer Berufung zum Ordensleben folgen wollten, gründete er im März 1850 die Kapuzinerinnen der Mutter des Göttlichen Hirten, am 27. Mai desselben Jahres die erste Schule in Ripoll. Er verfasste persönlich die Konstitutionen der neuen Gemeinschaft, die sehr deutlich die beiden Grundsätze aufzeigen, auf denen das Leben der Schwestern beruhen sollte: das kontemplative Leben mit der Verehrung Marias, der Mutter des Guten Hirten, und die Erziehung von Kindern und Jugendlichen. Das Mutterhaus der neuen Schwesternkongregation wurde 1858 in Capellades errichtet.
1871 starb Tous y Soler während der Messfeier am Altar. Zum Zeitpunkt seines Todes er nicht an einer schweren oder unheilbaren Krankheit. Die Belastungen und Anstrengungen seiner pastoralen Tätigkeit führten wahrscheinlich zu einer schweren körperlichen Erschöpfung.

## Seligsprechung
Das Seligsprechungsverfahren wurde am 18. Februar 1992 eingeleitet. Vom 10. Juni 1992 bis zum 16. Juli 1993 dauerte der diözesane Prozess über sein Leben und Werk. Am 20. Januar 1995 erkannte die Kongregation für die Selig- und Heiligsprechungsprozesse den diözesanen Prozess an.
Die Positio, die das heroische Leben Tous y Solers dokumentiert und biografische Details enthält, wurde im Jahr 2000 in Rom eingereicht. Am 22. Dezember 2008 wurde er zum „Ehrwürdigen Diener Gottes“ ernannt, nachdem Papst Benedikt XVI. sein Leben und seine heroischen Tugenden als beispielhaft anerkannte.
Der Prozess der Untersuchung eines möglichen Wunders dauerte vom 21. Juni 2006 bis zum 3. November 2006. Am 27. Oktober 2009 wurde das Wunder schließlich als solches anerkannt und am 19. Dezember 2009 von Benedikt XVI. approbiert.
Am 25. April 2010 wurde Joseph Tous y Soler in der Basilika Santa Maria del Mar in Barcelona von Kardinal Tarcisio Bertone im Auftrag des Papstes seliggesprochen.

## Gedenktag
Sein Gedenktag in der Liturgie der Kirche ist der 27. Mai, der Gründungstag seiner ersten Schule.